# ورم عظمي غضروفي
الورم العظمي الغضروفي هو أكثر أورام العظام الحميدة شيوعًا. تأخذ الأورام شكل إسقاطات عظمية مغطاة بالغضروف أو ثمرة على سطح أعران العظام. يتميز بنوع من النمو الزائد الذي يمكن أن يحدث في أي عظم حيث يشكل الغضروف العظام. تؤثر الأورام بشكل شائع على العظام الطويلة حول الركبة وفي الساعد. بالإضافة إلى ذلك قد تتأثر العظام المسطحة مثل الحوض والكتف (لوح الكتف). عادة ما تتواجد الأعران الوراثية المتعددة أثناء الطفولة. ومع ذلك فإن الغالبية العظمى من الأشخاص المتضررين يصبحون واضحين سريريًا عندما يصلون إلى مرحلة المراهقة. يحدث الورم العظمي الغضروفي في 3% من عموم السكان وتمثل 35% من جميع الأورام الحميدة و8% من جميع أورام العظام. غالبية هذه الأورام هي إصابات مفردة غير وراثية ويحدث ما يقرب من 15% من الورم العظمي الغضروفي على شكل أعران وراثية متعددة ويفضل أن تعرف باسم الورم العظمي الغضروفي المتعدد الوراثي (HMOs). لا ينجم الورم العظمي الغضروفي عن الإصابة ولا يزال السبب الدقيق للمرض غير معروف. أشارت الأبحاث الحديثة إلى أن العديد من حالات الورم العظمي الغضروفي هي مرض وراثي جسمي سائد. يرتبط بروتين EXT1 في جينات EXT1 وجينات EXT2 الموجودة على الكروموسومات 8 و11 مع سبب المرض. خير علاج للورم العظمي الغضروفي هو الاستئصال الجراحي للإصابة الانفرادية أو الاستئصال الجزئي للنمو، عندما تتسبب الأعراض في تقييد الحركة أو اصطدام الأعصاب والأوعية الدموية. في حالات الوراثة المتعددة، تستند مؤشرات الجراحة إلى عوامل متعددة يتم أخذها بشكل جماعي وهي: عمر المريض وموقع الورم ورقمه، والأعراض المصاحبة، والمخاوف الجمالية، وتاريخ العائلة، وتحور الجينات الكامنة. تم استخدام مجموعة متنوعة من الإجراءات الجراحية لعلاج النخرات الوراثية المتعددة مثل استئصال الورم العظمي الغضروفي، وإطالة العظام، وتصحيح العظم، وفقر الدم النصفي. في بعض الأحيان يتم استخدام مجموعة من الإجراءات السابقة. مؤشرات النجاح الجراحي فيما يتعلق بخصائص المرض والمريض قابلة للنقاش بشكل كبير.

## العلامات والأعراض
تتسبب الوظائف والحركات العادية المحدودة في نمو الورم العظمي الغضروفي داخلياً وببطء. الغالبية العظمى من الأورام العظمية الغضروفية عديمة الأعراض ويتم العثور عليها بالمصادفة. قد يعاني كل فرد مصاب بورم عظمي غضروفي من أعراض مختلفة، وفي معظم الحالات لن يعاني الأفراد من أي أعراض على الإطلاق. بعض الأعراض الأكثر شيوعاً هي كتلة واضحة غير مؤلمة وغير متحركة، وجع عضلي مجاور للعظم المصاب، وضغط أو تهيج عند ممارسة التمارين الثقيلة. تظهر الأعراض الرئيسية عند حدوث مضاعفات مثل الكسور أو تشوه العظام أو مشاكل المفاصل. إذا كان هناك ورم عظمي غضروفي بالقرب من عصب أو وعاء دموي، فقد يعاني الطرف المصاب من خدر أو ضعف أو فقدان نبض أو تغير في اللون. يمكن أن تحدث تغييرات دورية في تدفق الدم. عادة ما يعترف حوالي 20% من المرضى الذين يعانون من ضغط الأعصاب وضغط الأوعية الدموية وتجلط الشرايين وتمدد الأوعية الدموية وأمراض أم الدم الكاذبة. يؤدي تكوين أم دم كاذبة والتجلط الوريدي إلى الظلع والألم ونقص التروية الحاد وأعراض التهاب الوريد. إذا تم العثور على الورم تحت وتر، يمكن أن يسبب الألم أثناء الحركة مما يتسبب في تقييد حركة المفاصل. يمكن أن يحدث الألم أيضًا بسبب التهاب الجراب أو التورم أو الكسر في قاعدة ساق الورم. بعض العلامات والأعراض السريرية للورم العظمي الغضروفي الخبيث هي الألم والتورم وتضخم الكتلة.

## التشخيص
غالبًا ما تكون الأورام العظمية الغضروفية عديمة الأعراض وقد لا تسبب أي نوع من الانزعاج. غالبًا ما يتم العثور عليها عن طريق الخطأ عند إجراء الأشعة السينية لسبب غير ذي صلة.
- الأشعة السينية هي الاختبارات الأولى التي يتم إجراؤها والتي تميز الإصابة. تظهر صورة واضحة لازدياد كثافة العظام، وتشير أيضًا إلى نمو العظام المتعلق بالورم العظمي الغضروفي.[5][9]
- يمكن لفحص التصوير المقطعي المحوسب (CT) تحديد الإصابة بتفاصيل كبيرة وإظهار وجود التكلس. توفر هذه الاختبارات أيضًا معلومات مفصلة، خاصة في الأنسجة الرخوة بمساعدة الصور المقطعية.
- التصوير بالرنين المغناطيسي (MRI) هو الطريقة الأكثر دقة للكشف عن كتل العظام في حالات الأعراض لتصوير مورفولوجيا دقيقة للورم. يتم استخدامه للتحقق مما إذا كانت الكتلة الملموسة مستمرة مع قشرة العظم المصاب وتمييز الورم عن الإصابات الأخرى على سطح العظم. يمكن أن يصور الرنين المغناطيسي أي مضاعفات للأوعية الدموية التي يسببها الورم. يمكن للتصوير بالرنين المغناطيسي تحديد أورام العمود الفقري وغالبًا ما يُستخدم لتشخيص ساركومة العظام منخفضة الدرجة.[4]
- يتم إجراء فحوصات بالموجات فوق الصوتية في حالة الاشتباه في تمدد الأوعية الدموية أو أمهات الدم الكاذبة والخثار الوريدي أو الشرياني. الموجات فوق الصوتية هي طريقة دقيقة لفحص الغطاء الغضروفي للورم. كما أنها طريقة لتحديد التهاب الجراب. ومع ذلك، لا يمكن استخدامها للتنبؤ إذا كان نمو الورم داخليًا.
- يستخدم تصوير الأوعية الدموية للكشف عن الآفات الوعائية الناجمة عن الورم العظمي الغضروفي بسبب الغطاء الغضروفي المتحجر. كما أنها تستخدم لوصف آفات التحول الخبيثة من خلال الأوعية الدموية الجديدة.
- يمكن إجراء الاختبارات السريرية.[10]
- يمكن أيضًا أخذ خزعة من عينة الأنسجة للورم للتحقق من الإصابة بالسرطان.

يمكن أن تحدد اختبارات الورم العظمي الغضروفي أيضًا أمراضًا مثل الساركومة الغضروفية والأعران الوراثية المتعددة الطرفية الثانوية والأورام العظمية الغضروفية المتعددة. في الساركوما الغضروفية الثانوية الكبيرة تنشأ في موقع الورم العظمي الغضروفي بسبب زيادة سمك غطاء الغضروف مما يشير إلى تحول خبيث محتمل. تتشابه أعراض الورم العظمي الغضروفي المتعدد مع الورم العظمي الغضروفي الانفرادي، لكنها غالبًا ما تكون أكثر حدة. يمكن أن تحدث نتوءات غير مؤلمة في موقع الورم والألم ويمكن أن تحدث إزعاجات أخرى أيضًا إذا تم الضغط على الأنسجة الرخوة أو الأعصاب أو الأوعية الدموية. يعتبر خلل التنسج (بالإنجليزية: Epiphysealis Hemimelica)‏ أو داء تريفور والورم الغدي العقلي (MC) تشخيصًا تفاضليًا لكل من الداء العظمي الغضروفي الانفرادي والوراثي. على غرار الورم العظمي الغضروفي، يتم تشخيص خلل التنسج قبل سن 15 عامًا وينتهي نموه عند البلوغ، عندما تغلق صفائح النمو. ورم الغضروف المفصلي هو اضطراب نادر يظهر أعراض كلا من الداء العظمي الغضروفي والأورام الغضروفية لدى الأطفال ويرث أيضًا في الوضع الجسمي السائد.
وهناك نوع يحتوي على الدهون يعرف باسم الورم الغضروفي الشحمي العظمي.

## العلاج

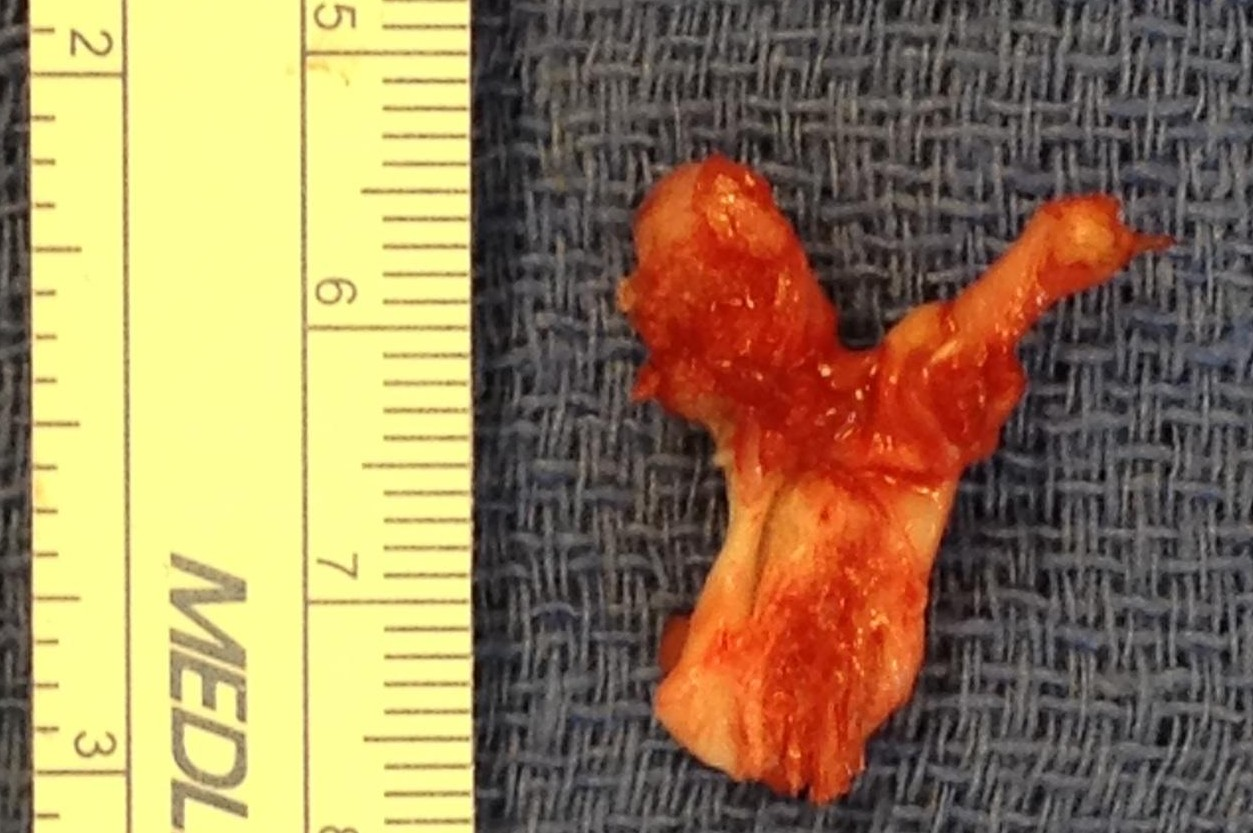
يكون الاستئصال الجراحي للعظم الغضروفي مفيدًا في بعض الأحيان. يظهر في الصورة ورم عظمي غضروفي مستخرج جراحيًا من مريض يبلغ من العمر عشر سنوات.

الورم العظمي الغضروفي هو إصابة حميدة ولا تؤثر على متوسط العمر المتوقع. الاستئصال الكامل لورم العظم الغضروفي علاج ناجع وتحدث التكرارات عندما يكون استئصال الورم غير مكتمل. تشير التكرارات المتعددة في الإصابة المستأصلة جيدًا إلى أنها قد تكون خبيثة. خطر التحول الخبيث يحدث في 1-5% من الأفراد. إذا حدثت أي أعراض للورم السرطاني، فيجب تقييم المريض من قبل أخصائي العظام. لا يوجد علاج ضروري للالتهاب العظمي الغضروفي الانفرادي بدون أعراض. علاجات الورم العظمي الغضروفي الانفرادي هي المراقبة الدقيقة بمرور الوقت وأخذ أشعة سينية منتظمة لمراقبة أي تغييرات في الورم. إذا كانت الإصابة تسبب الألم مع نشاط أو عصب أو اصطدام بالأوعية الدموية، أو إذا نضج نمو العظام تمامًا ووجود غطاء غضروف كبير بارز، فمن المستحسن إزالة الورم جراحيًا.
للورم العظمي الغضروفي معدل منخفض من الأورام الخبيثة (<1٪) ويقترح استئصال الورم إذا ظهرت أعراض مثل الألم، أو تقييد الحركة، أو ارتطام الأعصاب أو الأوعية الدموية. يحدث استئصال الورم أيضًا عندما يزداد حجم الورم ويتقدم نحو الورم الخبيث. أثناء الاستئصال الجراحي، يجب إزالة الآفة بالكامل مع الغطاء الغضروفي لتقليل أي فرص للتكرار. يصبح العلاج الجراحي هو العلاج الوحيد المفضل في حالة حدوث مضاعفات شائعة مثل الكسور، وأعراض الأعصاب الطرفية مثل تشوش الحس، والشلل النصفي، والاعتلال العصبي المحيطي والتهاب العصب الشظوي، والاعتلال العصبي للأطراف العلوية. يُقترح استئصال وقائي إذا كانت الإصابة تقع بجانب أحد الأوعية الدموية.
اعتمادًا على حجم الورم وموقعه، يختلف الوقت الذي يستغرقه الشخص للعودة إلى الأنشطة اليومية العادية. ينصح بالحد من بعض الأنشطة إذا استمر الألم أو الانزعاج بعد الاستئصال الجراحي.

## روابط خارجية
- Humpath # 2790 (صور علم الأمراض)
- الأكاديمية الأمريكية لجراحي العظام